# Death by Degrees: Seducción letal
Tekken’s Nina Williams: Death by Degrees, titulado Death by Degrees: Seducción letal en España, es un videojuego de aventura de acción y luchas desarrollado y distribuido por Namco Bandai para la consola PlayStation 2. Fue puesto a la venta a lo largo del primer semestre del año 2005: en Japón el 27 de enero, en EE. UU. el 8 de febrero y en Europa el 15 de abril. En este videojuego se presenta a Nina Williams, luchadora procedente de la serie de videojuegos de lucha Tekken, como protagonista absoluta, en una historia que transcurre antes del primer juego de la serie Tekken.

## Argumento
Nina es una agente libre que ha sido contratada por el MI-6 para llevar a cabo una misión de infiltración en el interior de un crucero de lujo llamado Amphytrite. Fuentes fieles de información aseguran que en el crucero se disputan torneos de lucha clandestina, además de varios experimentos biométricos y desarrollo de armas de destrucción masiva. Nina se infiltra en el barco junto con dos agentes del MI-6: John Doe (que muere asesinado a las pocas horas de comenzar la misión) y Alan Smithee. Tras participar en el torneo, Nina es descubierta y encerrada en su camarote, del cual consigue escapar. Gracias al apoyo de Alan por radio, consigue descubrir que la banda terrorista Kometa es quien lleva toda la operación en el barco. Al parecer, una misteriosa organización japonesa llamada Mishima Zaibatsu está financiando la operación con intenciones desconocidas (aunque nada buenas).
A medida que se desarrolla la trama, Nina debe hacer frente a recuerdos del pasado (la muerte de su padre, su eterno enfrentamiento con su hermana Anna Williams), a la vez que intenta salir airosa de la misión.

## Personajes
- Nina Williams: Es la protagonista principal de Death by Degrees. Es una mujer experta en artes marciales, además de ser muy diestra en armas tanto cuerpo a cuerpo como de fuego. Colabora con la CIA y el MI6 en la misión del barco Amphytrite. Es poco habladora y no le gusta hablar sobre sí misma. Posee un trauma debido a la muerte de su padre cuando ella aún era muy pequeña (aunque no lo recuerda muy bien, sí se acuerda claramente del dolor que le causó). Nunca se ha llevado bien con su hermana Anna Williams, o al menos eso es lo que ella cree.
- Alan Smithee: Un agente del MI6 que colabora con la CIA. Antes era un miembro del SAS, y es todo un experto en técnicas de supervivencia. Da la impresión de que es un verdadero y perfecto caballero, aunque Nina no muestra demasiada confianza en él.
- Lukas Hayes: Es un científico tímido, pero con un gran talento. Trabajaba activamente para Kometa, pero tras enterarse de sus oscuros planes, decidió desertar... pero no le dio tiempo a huir y fue encerrado por Ortega, el jefe de Kometa.
- Lana Lei: Es la propietaria del crucero Amphytrite, además de una de las socias mayoritarias de Kometa. Le encanta las luchas clandestinas, y por eso celebra varios torneos en sus viajes.
- Bryce Adams: Es el guardaespaldas de Lana, de la que se supone está enamorado (o eso da a entender todo el tiempo). Es un experto pistolero. Va armado con dos pistolas que maneja con increíble soltura.
- Enrique Ortega: Uno de los socios mayoritarios de Kometa, de origen latinoamericano. Maneja con gran habilidad cualquier tipo de espada.
- Anna Williams: Es la hermana de Nina. Al parecer está del lado de Kometa y trabaja bajo las órdenes del Mishima Zaibatsu, pero no están claras sus intenciones.
- Heihachi Mishima: Es el misterioso jefe de la Mishima Zaibatsu, la organización que financia la operación de Kometa.
- Doctor Bosconovitch: Un brillante científico que trabaja en la Mishima Zaibatsu, aunque es muy amigo de Lukas Hayes. A este personaje no se le ve en persona, simplemente en archivos y fotografías.

## Características del juego
Death by Degrees: Seducción letal es un juego que combina la acción, la lucha y la aventura. Nina puede usar armas cuerpo a cuerpo y también distintas armas de fuego para salir victoriosa de los múltiples combates. Como buena luchadora que es, también puede hacer uso de sus amplias dotes de artes marciales y aplicar sus múltiples series de patadas, llaves, presas y técnicas varias. La exploración también juega un papel importante en el juego, y Nina tiene que buscar llaves, documentos de información, códigos de acceso, abrir cerraduras mediante puzles, etc.

### Jugabilidad en campo y combate
El jugador controla a Nina usando el joystick analógico izquierdo para moverla por los escenarios. Para golpear a los enemigos, se usa el joystick analógico derecho, empujándolo hacia la dirección a la que interesa golpear. Combinando este movimiento con las direcciones del joystick izquierdo y con los botones superiores, Nina puede efectuar muchos de los movimientos vistos en la saga Tekken como sus llaves múltiples, su combo de 10 golpes consecutivos o varios tipos de combinaciones de puñetazos y patadas. 

### Daño crítico
Nina posee la habilidad "Daño crítico", que consiste en atacar al enemigo para romperle algún hueso de su anatomía y así dejarlo fuera de combate. Debajo de la barra de vida está la de adrenalina, que a su vez está dividida en tres porciones. Para llevar a cabo un ataque crítico, es necesario al menos una porción llena (se va rellenando a medida que el jugador ataque al enemigo). Manteniendo pulsado uno de los botones superiores del mando Dual Shock 2 (L1), se mueve el joystick analógico derecho hacia el enemigo a atacar. Posteriormente se verá en pantalla el cuerpo del enemigo como si fuese visto tras un proyector de rayos X. Aquí moviendo el cursor con el joystick izquierdo hay que seleccionar la zona a golpear (una pierna, un brazo, el cuello, las costillas, el cráneo), y después mover otra vez el joystick derecho para golpear la zona marcada y romperla.

### Armas de fuego
- Pistola de 9mm: Una simple y sencilla pistola que dispara proyectiles de 9 milímetros parabellum. Nina puede encañonar a los enemigos con dos pistolas a la vez.
- Subfusil de asalto: Dispara ráfagas de proyectiles. Muy eficiente, aunque consume mucha munición. Nina también puede equiparse con dos subfusiles (uno en cada mano).
- cañón de pulsos: Una potente arma que genera descargas eléctricas, muy útiles contra enemigos robóticos. Es tan

grande y pesada que Nina sólo puede equiparse con una.
- Granada de mano: Provoca una pequeña explosión después de unos segundos de haberla lanzado.
- Fusil de francotirador: Nina se equipa con este fusil automáticamente en ciertos puntos de la aventura. Con él puede eliminar a enemigos a mucha distancia.

### Armas cuerpo a cuerpo
- Sin armas: Nina puede atacar a los enemigos sin utilizar armas de ningún tipo, gracias a su amplio catálogo de movimientos, presas, llaves y combinaciones.
- Tonfa: La tonfa es un arma muy versátil debido a que puede utilizarse tanto como arma corta como arma larga (debido a que el mango no está completamente centrado, lo que permite disponer de dos longitudes distintas para realizar movimientos según lo requiera la situación). Es posible equiparse con dos palos Tonfa (uno en cada brazo) para efectuar combos más largos y dañinos.
- Espada: Un arma blanca muy afilada y fácil de blandir. Es posible equiparse con dos espadas (una en cada mano) para efectuar combos más largos y dañinos.
- Katana: Parecida a la espada, pero con forma algo más curvada y más difícil de blandir. Es posible equiparse con dos katanas para efectuar combos más largos y dañinos.

### Modos de juego
Esta es la lista de modos de juego de Death by Degrees. Todos ellos, excepto "Nueva partida" y "Reproductor de vídeos", están bloqueados y no se habilitarán hasta concluir la aventura principal:
- Nueva partida: Es el modo de juego principal. Es posible seleccionar la dificultad entre Principiante, Fácil, Normal, Difícil y Experto.
- Anna: En este modo de juego, tomamos el control de Anna Williams en una pequeña aventura secundaria. La misión de Anna es recoger un total de 12 archivos de la Mishima Zaibatsu repartidos en una prisión.
- Desafío: Más de 40 pruebas de combate para superar, basadas en las vistas en el modo de juego principal.
- Francotirador: Un amplio número de pruebas de rifle de francotirador. Con un sistema de juego similar al de la saga Time Crisis, hay que abatir un número concreto de dianas.
- Stingray: Un buen número de misiones basadas en controlar a esta particular cámara de infiltración.
- Hexágono: Una cantidad considerable de llaves Hexágono para resolver.
- Reproductor de música: Una opción para escuchar todas las músicas del juego. También podemos ver una amplia galería de ilustraciones de los escenarios, personajes, armas, etc.
- Reproductor de vídeos: Un modo para ver todos los vídeos FMV del juego, a medida que los vayamos viendo en el modo principal. Incluye como bonificación un tráiler de Tekken 5.

## Recepción y crítica
Death by Degrees: Seducción letal tuvo una mala crítica por parte de la prensa especializada y también por parte de la mayoría de los jugadores. Uno de los aspectos más criticados fue su jugabilidad, bastante incómoda y hasta cierto punto desconcertante, sobre todo viniendo de los propios creadores de la saga Tekken, tanto por parte del "peculiar" control de Nina como por los largos y desesperantes tiempos de carga. Por otro lado, aunque los vídeos FMV eran de excelente calidad, el motor gráfico del juego real se mostraba desfasado, dando la impresión de ser un juego antiguo, como si fuese de la primera hornada de juegos para PS2 que aparecieron a principios de 2001. También fue bastante criticado el trato que tuvo Namco Bandai con Nina, mostrándola como una "chica florero", haciendo más gala de sus atributos físicos y su habilidad para combatir que de su propia personalidad e historia. Con respecto a esto, también se criticó mucho que Nina fuera la protagonista del juego, ya que en la serie de videojuegos Tekken existen personajes con mucho más trasfondo argumental y mayor peso en la historia de la serie. 
Sin embargo, a pesar de todo hay un amplio número de seguidores de este videojuego. Incluso han subido vídeos en YouTube mostrando sus grandes habilidades. Algunas puntuaciones que Death by Degrees: Seducción letal se llevó, fueron las siguientes:
- IGN: 5.0
- Meristation: 5/10
- Viciojuegos.com: 58/100

## Curiosidades e incongruencias argumentales
La historia de Death by Degrees: Seducción letal acontece antes del primer juego de Tekken. Sin embargo, la historia posee varias curiosidades e incongruencias argumentales que merecen la pena destacar:
- Según el juego, Richard Williams (el padre de Nina y Anna) murió cuando éstas eran niñas, e incluso en determinado punto del juego se pueden ver varios flashback de ese momento. Sin embargo, en la serie Tekken, Richard Williams murió después del primer Iron Fist Tournament, y ellas participaron en ese torneo y ya eran adultas.
- En varias taquillas, paredes o mesas, podemos ver imágenes y pósteres de Jin Kazama, Julia Chang, Hwoarang, Ling Xiaoyu, Steve Fox o Christie Monteiro. Aunque esto es claramente un guiño hacia los fanes de la saga, no deja de resultar curioso el hecho de que estos personajes aparezcan en Death by Degrees si aún no habían nacido (el argumento de Tekken y Tekken 3 les separan 20 años, y Death by Degrees sucede dos años antes del primer Tekken, por tanto ni Jin ni los demás habían nacido aún).
- Nina Williams puede vestirse con varios atuendos diferentes, a medida que el jugador complete el juego en varias ocasiones, o en nuevos niveles de dificultad. Los trajes que Nina puede llevar son los siguientes:
  - Bikini blanco
  - Vestido negro de cocktail
  - Traje de infiltración de color púrpura
  - Traje de la Mishima Zaibatsu.
  - Modelo 3D de Nina de Tekken 2.
  - Vestido de wrestling (el de la intro del juego).
- Al completar el minijuego Anna, si el jugador juega una segunda vez al modo principal, podrá luchar contra Heihachi Mishima al final del juego, en lugar de contra Anna Williams. Si le derrota, podrá manejar a Heihachi Mishima en el minijuego de Anna.